# When I'm Gone (canção de Eminem)
"When I'm Gone" (Quando eu me for, em português) é uma canção do rapper americano Eminem, presente em sua primeira coletânea, Curtain Call: The Hits, lançada em 2005. Quando foi lançada como single em 6 de dezembro de 2005, a canção alcançou a oitava posição na parada musical Billboard Hot 100, 22ª no Hot Rap Songs, e a quarta no UK Singles Chart.

## Faixas
Singles

Download digital
| N.º | Título          | Produtor(es)                              | Duração |  |
| 1.  | "When I'm Gone" | Eminem, produção adicional por Luis Resto | 4:41    |  |
| 2.  | "Business"      | Dr. Dre                                   | 4:11    |  |